# Ніжна посмішка (фільм, 1932)
«Ніжна посмішка» (англ. Smilin' Through) — американська мелодрама режисера Сідні Франкліна 1932 року. Фільм був номінований на премію «Оскар» за найкращий фільм 1932 року.

## Сюжет
Джон живе сам протягом 30 років після смерті дружини Клер. Однак його близький друг Оуенс переконує Джона подбати про свою племінницю Кейтлін, чиї батьки зникли в морі. Кетлін на той момент всього п'ять років, проте час йде, вона стає молодою дівчиною, яка дивно схожа на Клер…

## У ролях
- Норма Ширер — Кетлін
- Фредрік Марч — Кеннет Вейн / Джеремі Вейн
- Леслі Говард — сер Джон Картерет
- О. П. Геггі — доктор Оуенс
- Ральф Форбс — Віллі Ейнлі
- Беріл Мерсер — місис Крауч
- Маргарет Седдон — Еллен, покоївка
- Форрестер Гарві — санітар